# Selenocosmia insulana
Selenocosmia insulana é uma espécie de aranha pertencente à família Theraphosidae (tarântulas).